# Sada Sultani

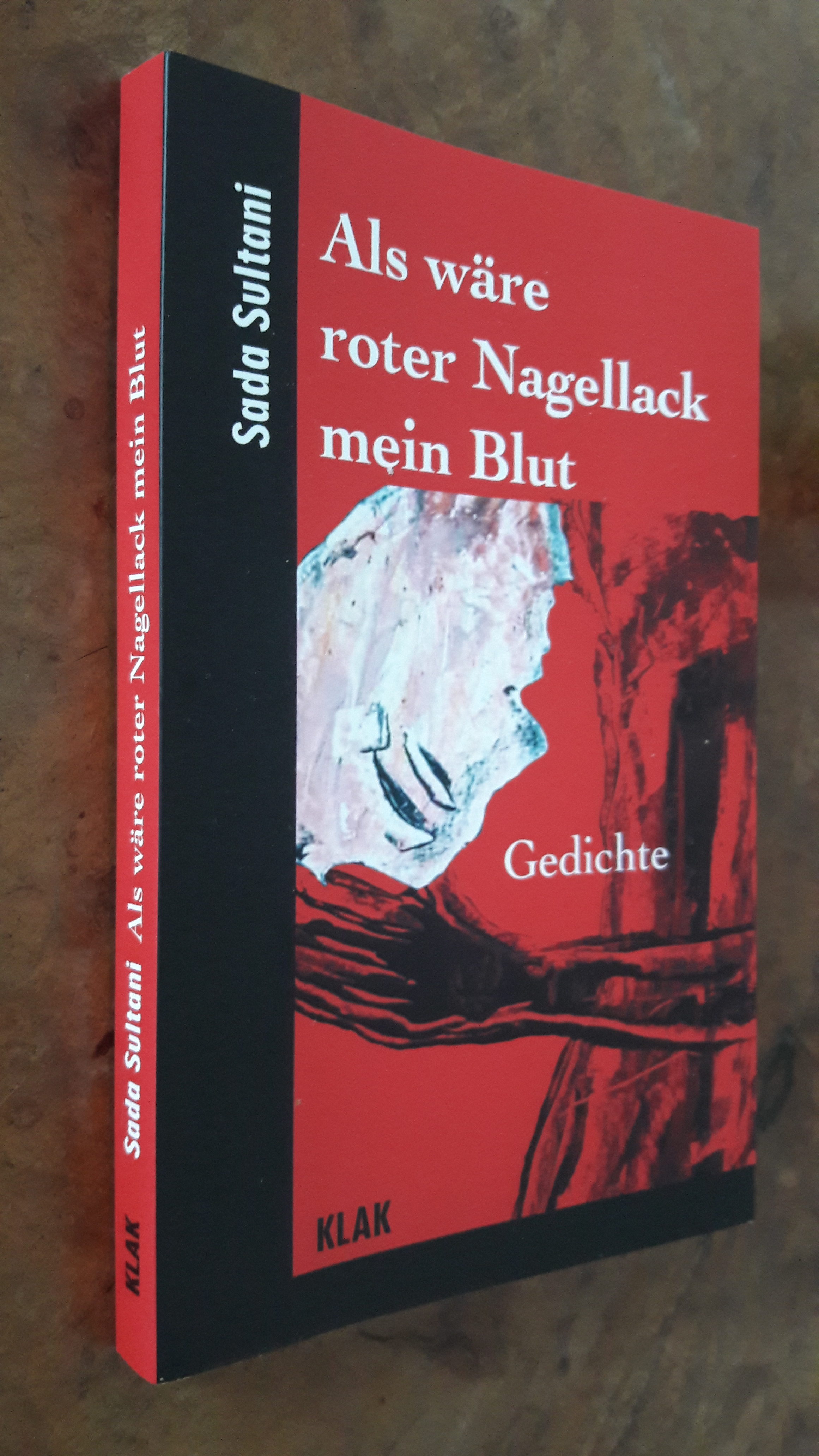
Cover des dritten Gedichtbandes von Sada Sultani, Als wäre roter Nagellack mein Blut. Gedichte / As if red nail polish were my blood. Poems, Berlin: KLAK, 2022

Sada Sultani (geboren am 13. März 1989 in Masar-e Scharif, Afghanistan) ist eine Lyrikerin mit Lebensmittelpunkt Berlin, deren erster deutscher Gedichtband 2022 erschien.
In ihren Werken thematisiert Sultani Beziehungsdynamiken und Erotik, Genderpolitiken, Kulturelles und Aktuelles zu Afghanistan sowie Anfeindungen in Deutschland, u. a. bei der Arbeit.

## Leben
Sada Sultani wuchs zunächst in Iran auf, wo sie zur Grundschule ging, bevor ihre Eltern 2001 nach Afghanistan zurückkehrten. Dort schloss sie 2009 das Gymnasium ab, ließ ihre Zwangsehe scheiden und studierte 5 Semester Medizin. Von 2010 bis 2014 war Sultani für Radio Bayan (ISAF) in Masar-e Scharif tätig, von 2014 bis 2015 bei Metra TV in Kabul. Von 2019 bis 2022 absolvierte sie eine Ausbildung zur Gesundheits- und Krankenpflegerin an der Charité. Sultani lebt seit 2015 in Berlin.

## Werke

### Gedichtbände

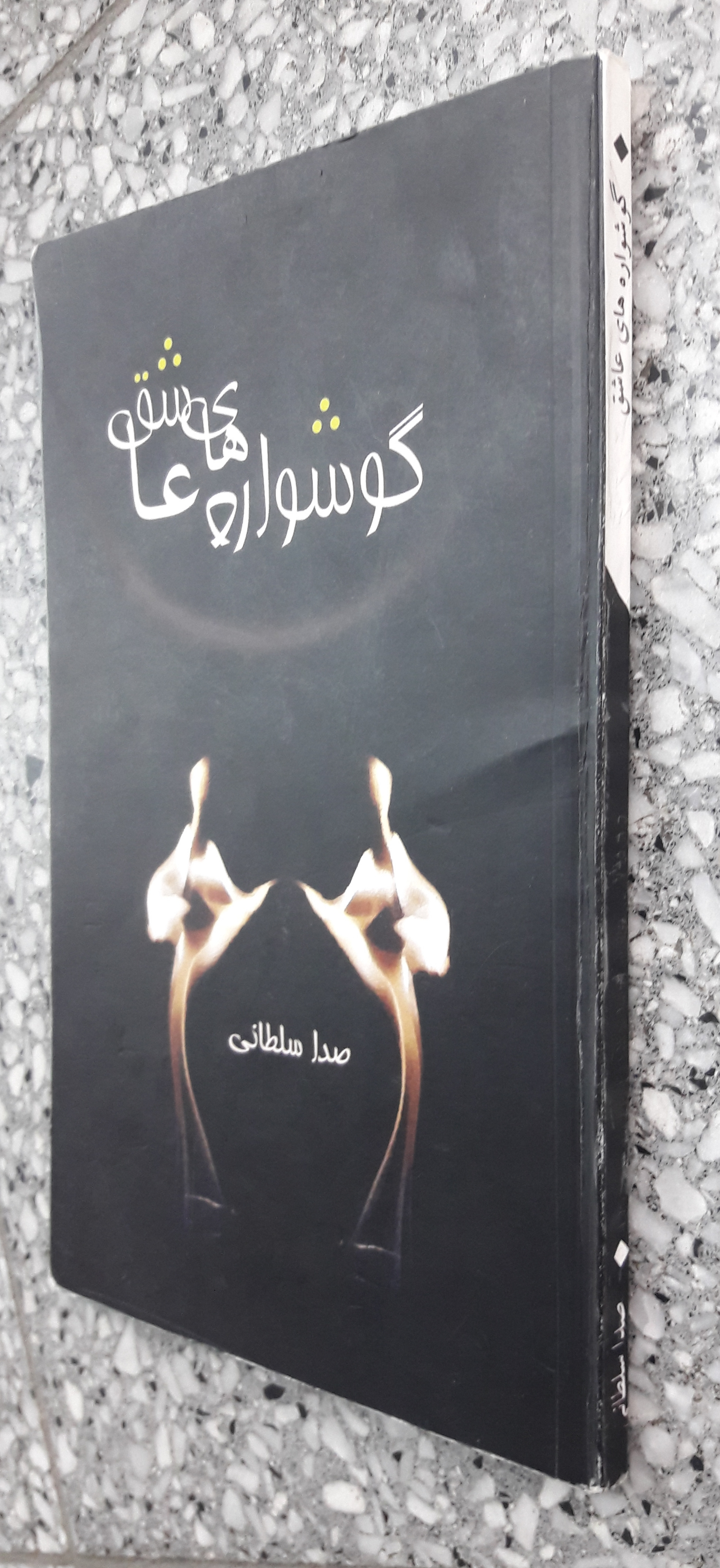
Cover des ersten Gedichtbandes von Sada Sultani, dt. Geliebte Ohrringe, Kabul, 2009, 2. Auflage 2010

- Als wäre roter Nagellack mein Blut. Gedichte / As if red nail polish were my blood. Poems. KLAK, Berlin 2022, ISBN 978-3-948156-60-2
- رابطه های دودی [dt. Dunkle Beziehungen], انتشارات میوند کابل / Kabul: Maiwand Verlag, 2010.
- گوشواره های عاشق [dt. Geliebte Ohrringe], مطبعه مسلکی کابل / Kabul: Druckerpresse, 2009, 2. Auflage 2010.

### Werke in Anthologien
- Jahrbuch für das neue Gedicht. Gedicht und Gesellschaft, 2022. Frankfurter Bibliothek, Abteilung 1, Band 62. Brentano-Gesellschaft, Frankfurt am Main 2022, ISBN 978-3-8267-0110-8.
- أنطولوجیا الشعر الأفغاني الحدیث [Eine Anthologie moderner afghanischer Poesie], herausgegeben von مریم العطار [Maryam Al-Attar]:  Beirut: دار المدى [Dar Al-Mada], 2019